# Халіков Опанас Георгійович
Опанас Георгійович Халіков — головний сержант Збройних Сил України, учасник російсько-української війни, що загинув у ході російського вторгнення в Україну в 2022 році.

## Життєпис
Опанас Халіков народився 1997 року. Брав участь у бойових діях з 2016 року. Після закінчення 9-ти класів загальноосвітньої школи вступив до Полтавського професійного коледжу транспортного будівництва. Закінчивши цей заклад освіти у 18-річному віці пішов до лав ЗСУ. Дозвіл йти на фронт дала опікун. Після смерті матері батьку Георгію Халікову було важко з малими дітьми. Він розлучився з дружиною задовго до її смерті й з того часу жив на Полтавщині. Тому його дітей (Опанаса разом з братами (старшим та молодшим) забрала рідна тітка (батькова сестра) та перевезла у селище Тарутине на Одещині. Під час служби в АТО на сході України в складі 93-ої окремої механізованої бригади «Холодний Яр» Опанас Халіков у 2017 році зустрівся зі своїм батьком, випадково, на Донеччині. Його підрозділ їхав на ротацію, а батьків — заступав на бойові позиції. З початком російського вторгнення в Україну перебував на передовій. Зокрема, у березні-квітні 2022 року брав участь у звільненні Тростянця та Охтирки на Сумщині. Потім разом із співслуживцями брав участь у бойових діях під Ізюмом на Харківщині. Загинув 25 квітня 2022 року під час масованих обстрілів ворога. Чин прощання відбувся 1 травня 2022 року в рідному селі Березине Болградського району на Одещині. Під час похорону родині вручили орден «За мужність» ІІІ ступеня, яким раніше президент України нагородив посмертно Георгія Халікова. 22 травня 2022 року Указом Президента України Опанас Халіков також нагороджений орденом «За мужність» ІІІ ступеня (посмертно). Цей орден вручили 15 грудня 2022 року молодшому братові.

## Родина
У загиблого залишилися два брати (старший і молодший), батькова сестра Зоя Шупарська, яка була їхньою опікункою та кохана дівчина. Батько Георгій Халіков (1971—2021) служив у міліції, проживав у селі Тищенки Шишацького району на Полтащині, де проживає ще одна його сестра Світлана. У 2015 році добровольцем пішов на фронт в АТО на сході України. У званні майстер-сержант, ніс військову службу в складі 13-го окремого мотопіхотного батальйону 58-ї окремої мотопіхотної бригади імені гетьмана Івана Виговського. Його батько (дід Опанаса) був узбеком, а мама — молдаванкою. Обоє були сиротами. Згодом Георгій Журович перевівся до складу 93-ої окремої механізованої бригади «Холодний Яр». Він служив у різних ротах, але в одному батальйоні з сином. Загинув 25 жовтня 2021 року під час щільного обстрілу ворога з важкої артилерії: отримав поранення, несумісні з життям.

## Нагороди
- Орден «За мужність» III ступеня (2022, посмертно) — за особисту мужність і самовіддані дії, виявлені у захисті державного суверенітету та територіальної цілісності України, вірність військовій присязі[5].